# Jüdische Trauerhalle (Šumperk)
Koordinaten: 49° 56′ 53,4″ N, 16° 57′ 16,4″ O

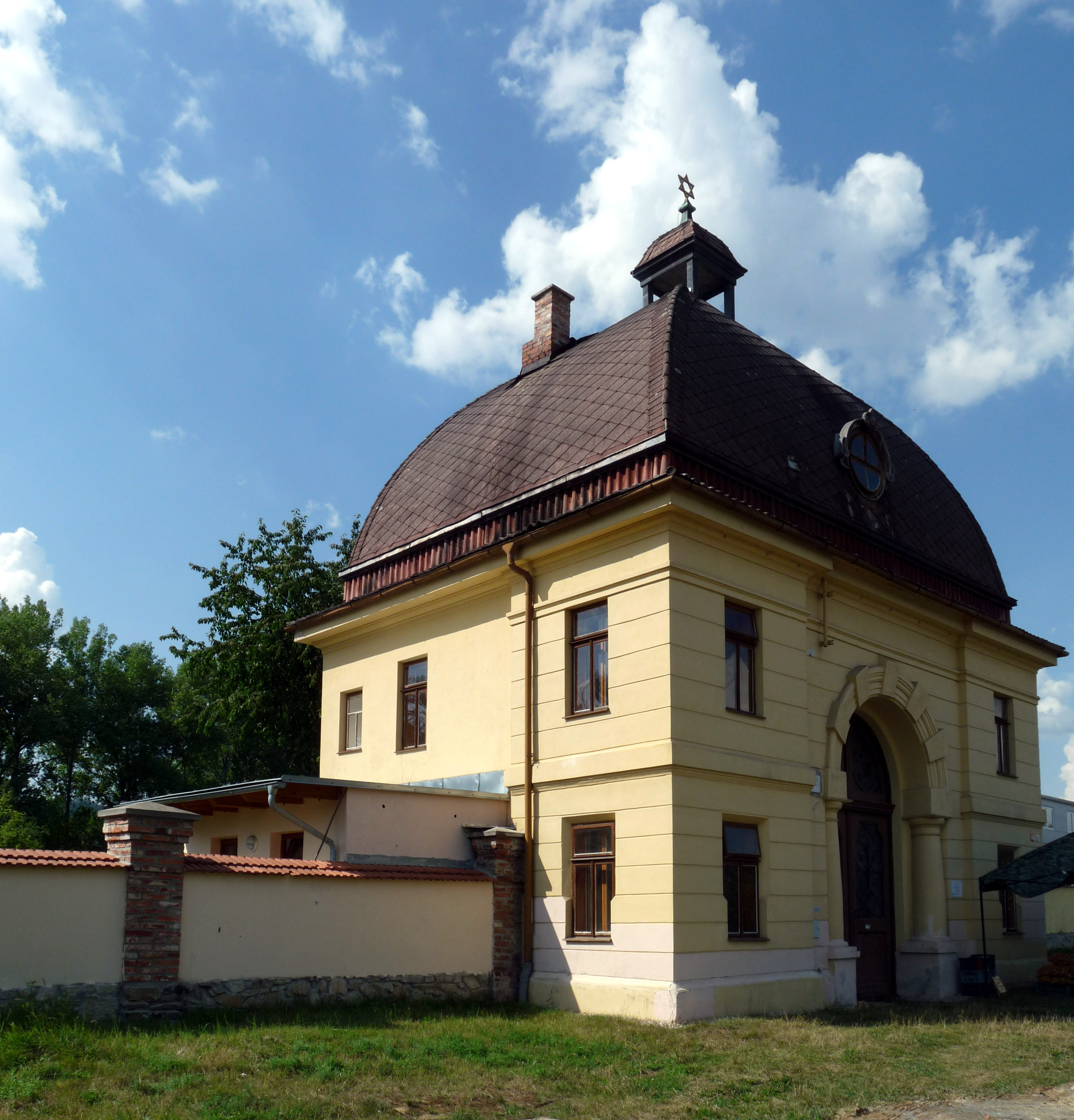
Trauerhalle auf dem jüdischen Friedhof in Šumperk

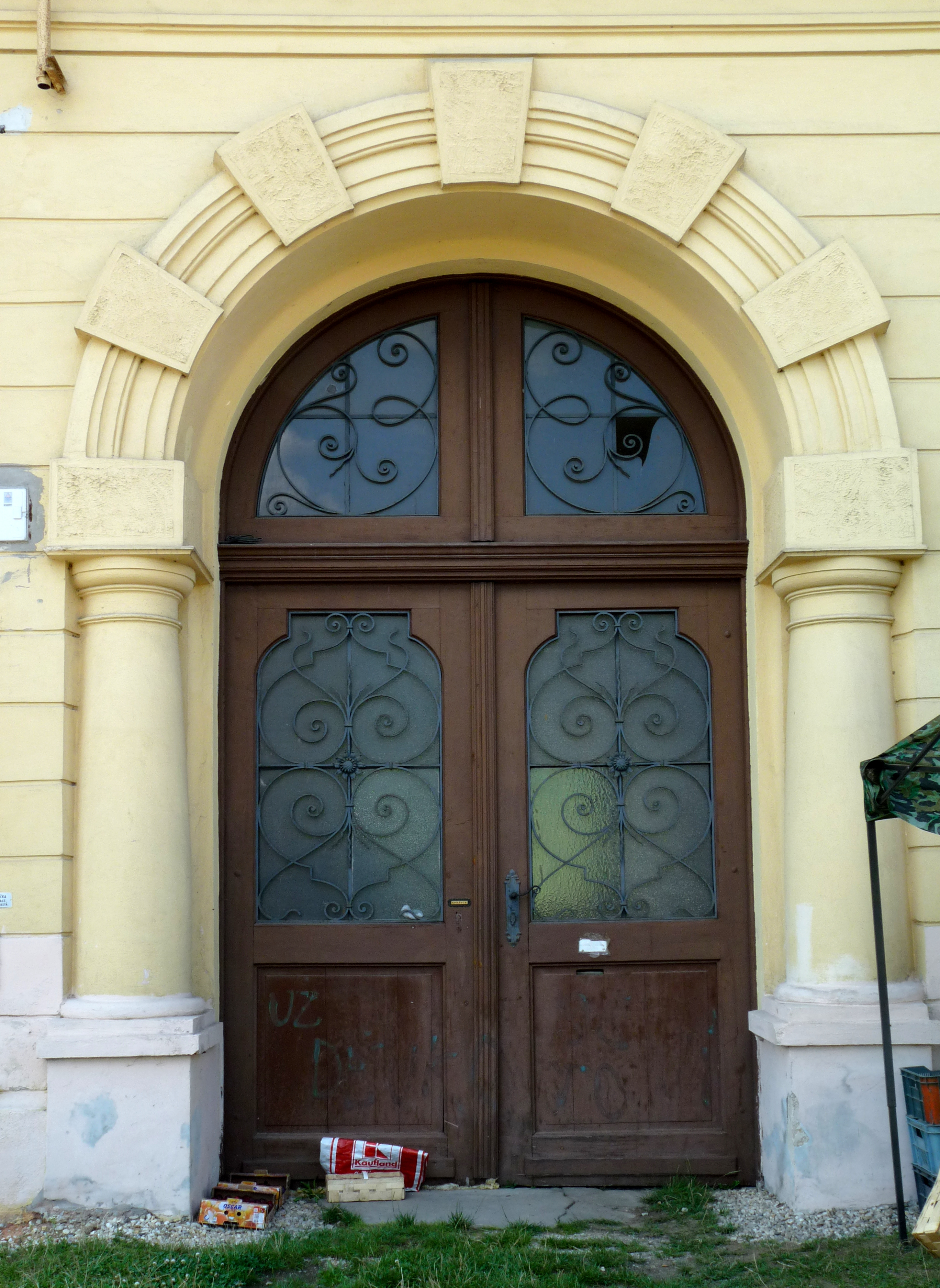
Portal

Die Jüdische Trauerhalle in Šumperk (deutsch Mährisch Schönberg), der Bezirksstadt des Okres Šumperk in Tschechien, wurde um 1910 errichtet. Die Trauerhalle ist als Teil des Jüdischen Friedhofs in Šumperk seit 1995 ein geschütztes Kulturdenkmal.
Die Trauerhalle im Stil des Neoklassizismus besitzt ein Portal mit einem Rundbogen, der auf Säulen ruht. Auf dem Dach sitzt eine Laterne, die von einem Davidstern bekrönt wird.